# 中川雄貴
中川 雄貴（なかがわ ゆうき、1994年1月20日 - ）は、日本の元サッカー選手。北海道新十津川町出身。ポジションはミッドフィールダー。

## 生い立ち
北海道新十津川町出身。小学4年次に新十津川サッカー少年団に入団し、サッカーを始め、小学5年次に滝川FCに移った。
中学および高校時代はコンサドーレ札幌のアカデミーに所属。主に攻撃的MFを務め、年代別の日本代表にも選出された。中学時代は美唄に在住し、江別の立命館慶祥中学校に通学。
アカデミーの同期には小山内貴哉、奈良竜樹、荒野拓馬、前貴之、榊翔太らがいた。
コンサドーレ札幌のトップチームには昇格できず、2012年2月からドイツにサッカー留学した。

## 世代別代表
2007年11月、ナショナルトレセンU-14に選考され、同月にU-13日本代表のトレーニングキャンプに招集された。同年12月、JFAエリートプログラムU-13チームのメンバーに選出された。
2008年、U-14日本選抜チームに選出され、同年4月のAFC U-14フェスティバル（中国北京）に参加。香港戦で1得点を挙げた。2008年6月、U-14日本代表のトレーニングキャンプに招集を受けた。2008年11月、ナショナルトレセンU-16に選考された。2009年3月、U-15日本代表候補のトレーニングキャンプに招集された。

## コンサドーレ札幌U-18
| 年   | 大会               | 背番号 | 出場 | 得点 |
| ---- | ------------------ | ------ | ---- | ---- |
| 2009 | プリンスリーグ     | 31     | 0    | 0    |
| 2009 | 高円宮杯           | 31     | 0    | 0    |
| 2009 | クラブユース選手権 | 31     | 0    | 0    |
| 2009 | 知事杯             | 31     | 0    | 0    |
| 2009 | Jユースカップ      | 31     | 0    | 0    |
| 2010 | プリンスリーグ     | 23     | 0    | 0    |
| 2010 | 高円宮杯           | 23     | 0    | 0    |
| 2010 | クラブユース選手権 | 23     | 0    | 0    |
| 2010 | Jユースカップ      | 23     | 2    | 0    |
| 2010 | 知事杯             | 23     | 3    | 0    |
| 2011 | プレミアリーグ     | 15     | 17   | 1    |
| 2011 | チャンピオンシップ | 15     | 1    | 0    |
| 2011 | クラブユース選手権 | 15     | 4    | 0    |
| 2011 | Jユースカップ      | 15     | 5    | 1    |
| 2011 | 知事杯             | 15     | 1    | 0    |

中川は2009年4月にコンサドーレ札幌U-15から昇格し、2011年度のシーズン終了までコンサドーレ札幌U-18に所属した。高校1年次の2009年度シーズンは主要大会への出場はなく、主にBチームで活動した。当時の状況について中川はインタビューで「高校2年生までずっとベンチ外」「チームの公式戦もスタンドから見ているだけ」と述べた。サッカーライターの川端暁彦は、よりチームプレーを重んじる高校生年代では「高い評価を得られなかった」と述懐した。
2009年はBチームで札幌市民体育大会（高校の部） や全道高校ユース（U-17）サッカー大会 などに出場。3年生が引退した後の第3回GO FOR 2014 CUPではグループリーグ6試合のうち3試合に出場、決勝トーナメントでは準決勝、決勝ともに出場した。また2009年8月、日韓交流U-16ユースサッカー大会2009に北海道選抜U-16のメンバーとして参加、3試合すべてに出場し、1得点を挙げた。
2010年も前半は主要大会への出場がなく、主にBチームでの活動であった。2010年8月、天皇杯の北海道予選を兼ねた第28回知事杯全道サッカー選手権大会で出場機会を獲得し、Bチーム主体の構成であったものの、準々決勝から決勝までの3試合に出場した。Jユースカップではサイドハーフの位置でグループリーグ2試合に途中出場した。2010年12月の第4回GO FOR 2014 CUPではグループリーグ6試合すべてに出場し、2得点を記録。決勝トーナメントも準決勝、決勝ともに出場し、チームの優勝に貢献した。また2010年8月、日韓交流U-16ユースサッカー大会2010に北海道代表U-16のメンバーとして参加。3試合すべてに先発出場し、2得点を挙げた。2010年9月、千葉国体に北海道代表（少年男子）のメンバーとして参加、1試合に出場した。

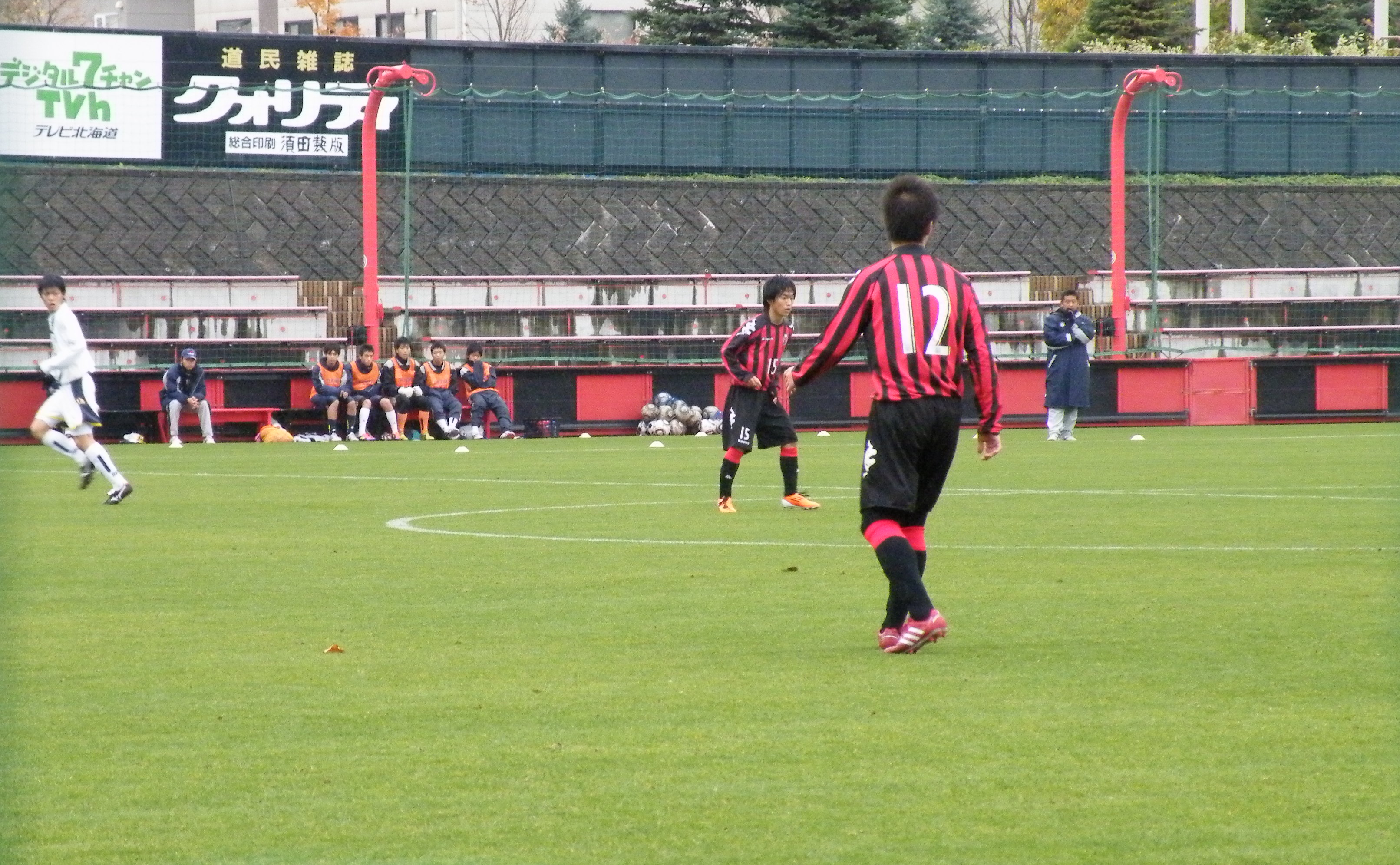
コンサドーレ札幌の練習場「宮の沢白い恋人サッカー場」（写真は2011年Jユースカップの草津U-18戦）

2011年、中川はコンサドーレ札幌U-18において、主に控えスタートで、後半から途中出場で「流れを変えるような」プレーをした。この年に発足した高円宮杯プレミアリーグでは17試合に出場、1得点を挙げた。プレミアリーグでの出場は、すべて途中出場であった。プレミアリーグでの得点は2011年5月4日の尚志高校戦であり、後半アディショナルタイムに記録した。後半47分、左サイドで榊翔太からパスを受けた堀米悠斗がゴールライン際の深い位置まで入り込み、グラウンダーで折り返されたラストパスを中央で滑り込むように足を合わせてゴールを決めた。クラブユース選手権では、北海道大会で決勝の1試合にフル出場し、前半36分に1得点を挙げた。また全国大会において、グループリーグ3試合と決勝トーナメント準々決勝1試合に出場した。Jユースカップでは、グループリーグ3試合と決勝トーナメントの2試合に出場。グループリーグ第3戦のザスパ草津U-18戦では前半26分にゴール左からシュートし、1得点を挙げた。コンサドーレ札幌U-18は2011年のプレミアリーグ・イーストで優勝し、東西のプレミアリーグ優勝チームが対戦する「チャンピオンシップ」に出場した。中川はこのチャンピオンシップの試合に、後半21分から途中出場した。

## 高校卒業後
中川はコンサドーレ札幌U-18のシーズン終了後、2012年2月からドイツにサッカー留学。シャルケ04 やボルシア・ドルトムント など数チームの練習に参加し、ブンデスリーガの6クラブでプロテストを受けた。ドイツ留学に関して中川は、「（留学を）考え始めたのは（公式戦出場の機会が少なかった）高校2年生の冬頃から」と後のインタビューで述べており、高校3年生の4月頃からエージェント会社の支援を受けて検討を開始した。ボルシア・ドルトムントU-19のトライアルに参加した際、中川はドルトムントU-19メンバーの一員としてSPAXカップ2012に参加し、ドルトムントU-19のサッシャ・アイケル (Sascha Eickel)監督は中川に高い評価を与えた。複数のメディアはドルトムント入団の可能性を報じた。

## FSVフランクフルトU-19
2012年8月、FSVフランクフルトのユースチームと契約。2012-13シーズンのU-19ブンデスリーガにおいて21試合に出場。11得点8アシストを記録し、チーム内の得点王となった。中川は2012年8月25日のカールスルーエSC戦でU-19ブンデスリーガに初出場。前半20分に自陣コーナーキックから素早いカウンターアタックにより初ゴールを決めた。スロボダン・コムリェノヴィッチ監督は中川について「非常に良いプレーをした」と称賛した。

## ビクトリア・アシャッフェンブルク

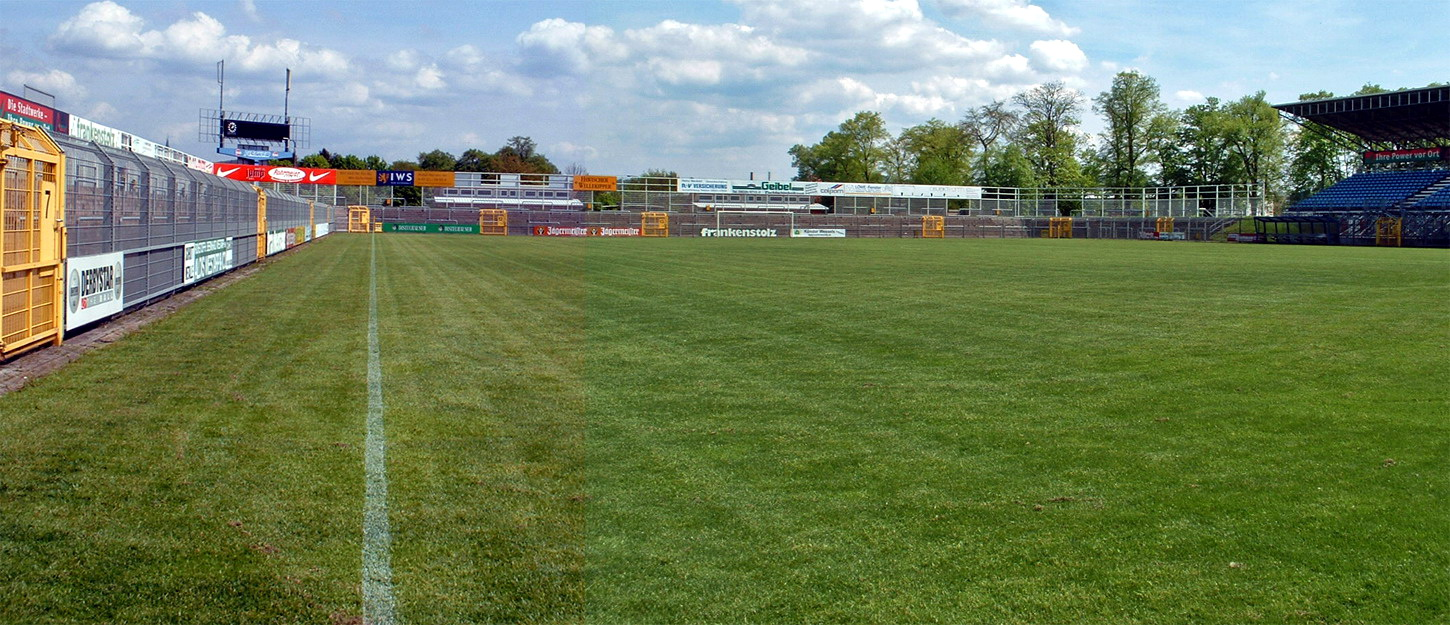
ビクトリア・アシャッフェンブルクの本拠地スタディオン・アム・シェーンブッシュ

2013年7月、レギオナルリーガ所属のビクトリア・アシャッフェンブルクとプロ契約を締結。7月4日に自身のブログで契約の報告を行った。中川は2013-14シーズンをビクトリア・アシャッフェンブルクで過ごし、31試合に出場。10得点を記録した。中川は2013年7月13日の1.FCニュルンベルク II戦でレギオナルリーガに初出場し、後半43分にバイタルエリアの左側で受けたスルーパスをワンタッチで前方へコントロールして抜け出し、角度のない位置から左足で初ゴールを決めた。このシーズン、中川はチーム内での得点王となり、同リーグにおいて得点ランキングトップ10入りする活躍を披露 した。

## シャルケ04 II

### 移籍までの流れ

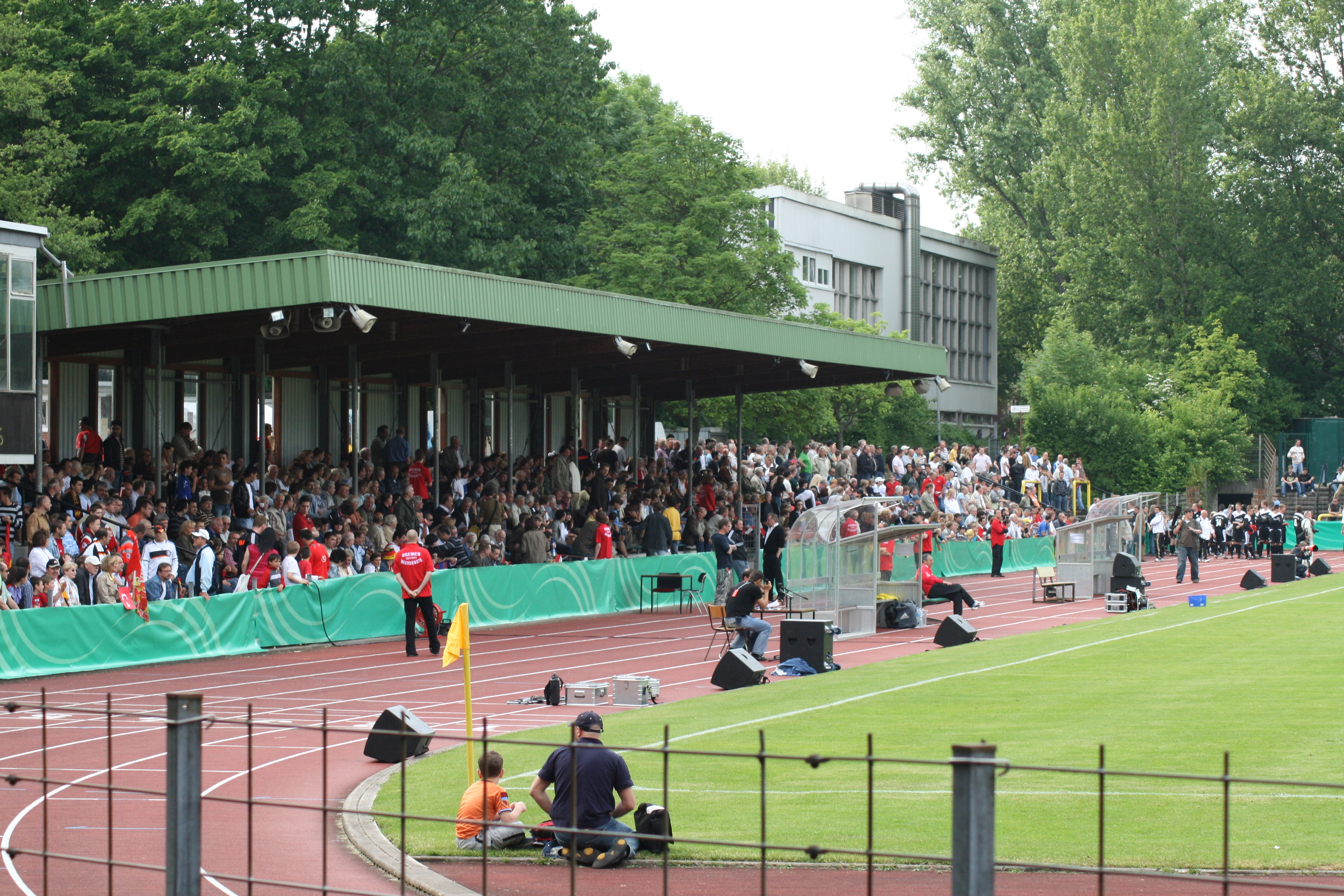
シャルケ04 IIの本拠地モンパラスト・アレーナ

2014年6月、ドイツの各メディアは、中川がレギオナルリーガ所属のシャルケ04 IIに移籍すると報じた。中川自身もまた、6月20日にTwitterにてシャルケ04 IIへの加入を公表した。ビクトリア・アシャッフェンブルクはオフィシャルサイトにて中川の移籍を報告し、「彼のキャリアが次のステップに進むことは、驚くべきことではない」と言及した。アシャッフェンブルクのクラブ副社長ペーター・レーアは理事会において、「我々はユウキを祝福し、シャルケでの盛運を願っている」「彼はこの12か月間で何度も何度も、彼の才能を見せてくれた。我々はまだ、彼が才能の頂点に到達していないと確信している」と述べた。サッカー情報誌「サッカーキング」等はアシャッフェンブルクでの活躍が認められたことによる移籍と報じ、サッカーライターの川端暁彦は「相応の質を見せていたということ」と解説した。シャルケ04は6月28日にオフィシャルサイトにて中川を戦力補強として獲得した旨を発表し、6月29日にはチームのトレーニングに合流したと報じた。
シャルケ04 IIにおける中川の最初のテストマッチは、7月5日のVfLレーデ戦であった。中川はこの試合に先発出場し、前半36分に得点を決めた。2-1という勝利結果を受けて、シャルケ広報は中川を「勝利に貢献した」と言及し、シャルケでのデビューについて「おめでとう」と称賛した。

### 2014/15シーズン
中川は2014-15シーズンをシャルケ04 IIで過ごしたが、主に怪我とリハビリに費やした。リーグ戦3試合に出場、無得点であった。
レギオナルリーガ西部2014/15シーズンは、8月初頭に開幕した。シャルケ04 IIの初戦は敵地でKFCユルディンゲン05が相手であった。中川はベンチスタートとなったものの出番はなく、チームは1-1で引き分けた。8月9日の第2節はホームでFCヴィクトリア・ケルンを迎えた。中川はベンチスタートとなったものの後半15分から途中出場し、シャルケ04 IIにおける公式戦デビューを果たした。この時点でスコアはケルンが4点のリードであり、特筆すべきプレーなく、試合はこのまま終了した。
中川は8月初頭より上腿部に違和感を感じており、8月中旬に検査を行ったところ、肉離れが判明。中川はリーグ戦出場を一時離脱し、肉離れのリハビリテーションを行うことになった。また肉離れのリハビリ期間を利用して、股関節の恥骨結合炎の手術を並行して行うことも決定した。手術は8月22日に行われ、成功裏で8月24日に退院した。リハビリテーションは順調に経過し、10月にはボールを使用した練習ができるようになった。中川は半シーズンを怪我とリハビリで過ごした。2015年1月になると、練習試合に出場できるまでに回復し、1月13日にはSpVggシュテルクラーデ＝ノルド戦でヘディングから得点を挙げた。
2015年3月27日の第27節アウェイ1.FCケルン II戦、中川は前年8月9日の第2節以来、約7か月半ぶりのリーグ戦出場登録メンバーに選出された。中川は控え登録でメンバー入りし、後半45分から途中出場した。中川は終了間際のプレーでゼバスティアン・ジンケに倒されたが、身体に問題はなかった。中川はその後、リーグ戦で登録メンバーから外れ続けた。
中川のこのシーズンのシャルケIIでの最後の出場は、2015年5月23日の最終節ボルシア・メンヒェングラートバッハII戦であった。中川はこの試合にフル出場し、ポストに当たるシュートを放った。中川はリーグ戦最終節の終了後、自身のブログにてシャルケIIとの契約満了を報告した。

## BSVシュヴァルツ＝ヴァイス・レーデン

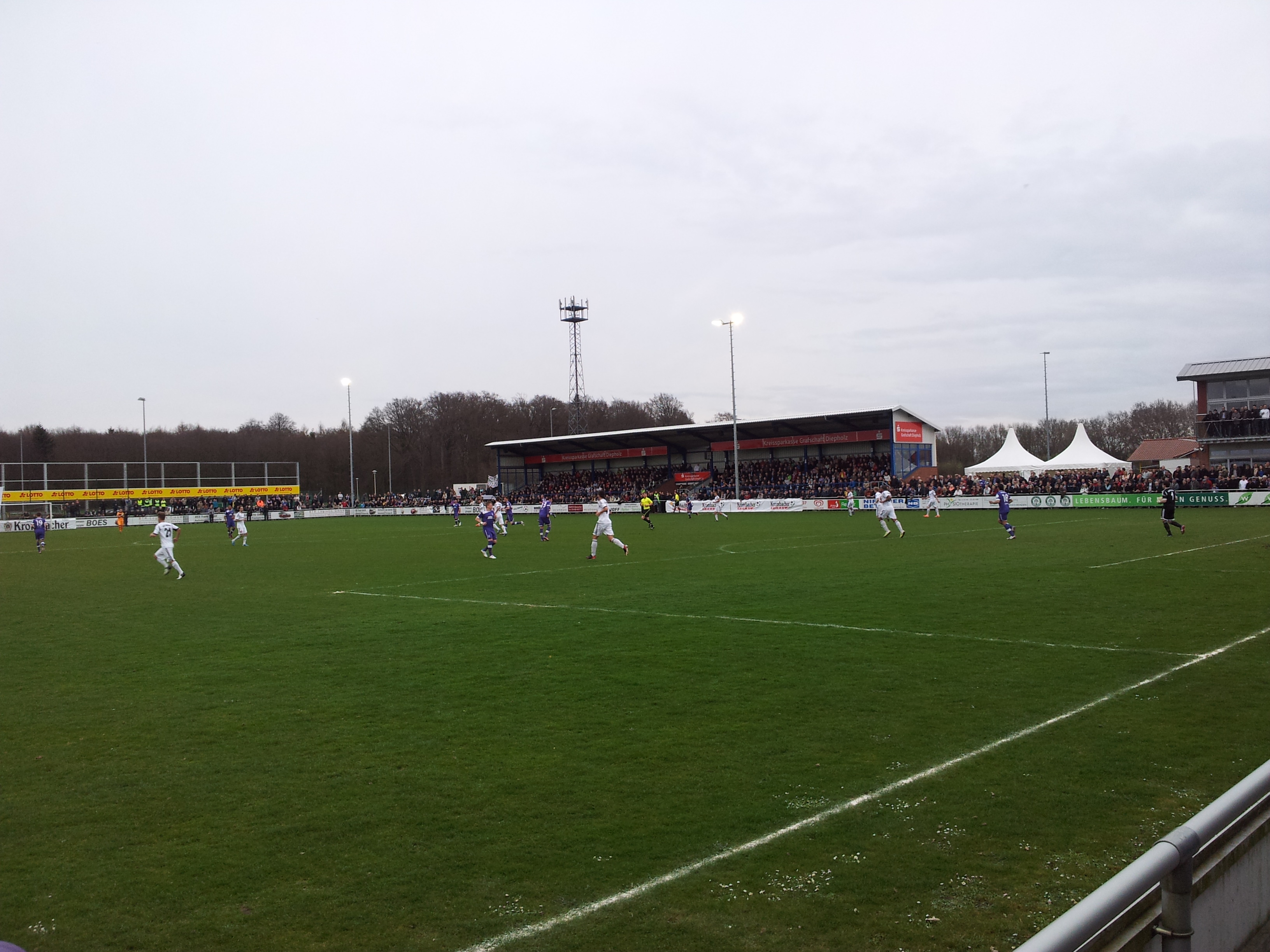
BSVシュヴァルツ＝ヴァイス・レーデンの本拠地シュポルトプラッツ・ヴァルトシュポルトシュテッテン

シャルケ04 IIを退団後、中川はベルリンなどでトライアルに参加した。中川は査証の期限を延長し、複数のチームを交渉を行ったが、いくつかのチームとは金銭面での合意に至らなかった。
2015年9月1日、ドイツの複数のメディアは中川のBSVシュヴァルツ＝ヴァイス・レーデン加入を報道した。レーデンはレギオナルリーガ北部の所属であり、昨シーズンはリーグ11位の成績であった。レーデンは中川の獲得意図について、クラブとしては右サイドの中盤に対する選択肢の強化が必須であったことを説明した。そして日本での世代別代表の経験があり、右ウイングのポジションもできることが決め手になったと述べた。クラブ理事マルクス・コンプは練習での第一印象について、「ユウキは危険だ」と言及した。また中川は9月12日に自身のブログでレーデンとの契約内定を報告した。
査証手配の都合から、シーズン序盤はリザーブチームのBSVレーデンIIに加わり公式戦に出場。7部相当のベツィルクスリーガ・ハノーファーで9月末まで5試合に出場し、6得点を挙げた。途中、10月から11月にかけて肘の脱臼で離脱するも、11月末から練習に復帰。レギオナルリーガへの出場は登録手続きの不備により逃がすが、ベツィルクスリーガで公式戦復帰し2得点を挙げた。中川のレーデン前半シーズンは、ベツィルクスリーガ6試合出場8得点4アシストの成績となった。

## 特徴
2008年にU-14日本選抜チームに選出された際、地元紙の北海道新聞は中川について「リオネル・メッシ選手のような俊足を生かしたドリブル」が持ち味と言及した。また中学校時代の担任教諭らは、「頑張り屋で負けず嫌い」と評した。中学時代から「明確に『ドリブル』に個性を持った選手」 で、ニュルリとした「巧緻かつ俊敏なプレー」を特長 とした。サッカーサイトのゲキサカは2011年のコンサドーレ札幌U-18時代のプレミアリーグやクラブユース選手権でのプレーについて言及し、「技巧派のドリブラー」「小柄ながら豊富な運動量」「巧みな1タッチプレーで攻撃を加速」 と述べた。
中川は日本国内で見ても小柄な部類に入る。2013年のFSVフランクフルトU-19時代は「少し屈むと肩が腰のあたりに来るためボールが取りにくい」と周囲から認められ、かつ「抜群のスピードとクイックネス」を特長 としたことから、「小さいからこそいい」「（小さすぎて）どう守ったらいいか分からない」と高い評価を受けた。2014年のビクトリア・アシャッフェンブルク在籍時、北海道新聞は「俊敏性と高い技術」があると報じ、サッカー指導者の浜本義孝は「俊敏でボール扱いが抜群に上手い」と述べた。

## 個人成績
| 国内大会個人成績 | 国内大会個人成績                    | 国内大会個人成績 | 国内大会個人成績   | 国内大会個人成績 | 国内大会個人成績 | 国内大会個人成績 | 国内大会個人成績 | 国内大会個人成績 | 国内大会個人成績 | 国内大会個人成績 | 国内大会個人成績 |
| 年度             | クラブ                              | 背番号           | リーグ             | リーグ戦         | リーグ戦         | リーグ杯         | リーグ杯         | オープン杯       | オープン杯       | 期間通算         | 期間通算         |
| 年度             | クラブ                              | 背番号           | リーグ             | 出場             | 得点             | 出場             | 得点             | 出場             | 得点             | 出場             | 得点             |
| ドイツ           | ドイツ                              | ドイツ           | ドイツ             | リーグ戦         | リーグ戦         | リーグ杯         | リーグ杯         | DFBポカール      | DFBポカール      | 期間通算         | 期間通算         |
| ---------------- | ----------------------------------- | ---------------- | ------------------ | ---------------- | ---------------- | ---------------- | ---------------- | ---------------- | ---------------- | ---------------- | ---------------- |
| 2012-2013        | FSVフランクフルトU-19               | 15               | U-19ブンデスリーガ | 21               | 11               | -                | -                | -                | -                | 21               | 11               |
| 2013-2014        | ビクトリア・アシャッフェンブルク    | 7                | レギオナルリーガ   | 31               | 10               | -                | -                | -                | -                | 31               | 10               |
| 2014-2015        | シャルケ04 II                       | [ 補足 1 ]       | レギオナルリーガ   | 3                | 0                | -                | -                | -                | -                | 3                | 0                |
| 2015-2016        | BSVシュヴァルツ＝ヴァイス・レーデン | 14               | レギオナルリーガ   | 8                | 0                | -                | -                | -                | -                | 8                | 0                |
| 2015-2016        | BSVレーデンII                       | -                | ベツィルクスリーガ | 6                | 8                | -                | -                | -                | -                | 6                | 8                |
| 通算             | ドイツ                              | ドイツ           | U-19ブンデスリーガ | 21               | 11               | -                | -                | -                | -                | 21               | 11               |
| 通算             | ドイツ                              | ドイツ           | レギオナルリーガ   | 34               | 10               | -                | -                | -                | -                | 34               | 10               |
| 通算             | ドイツ                              | ドイツ           | ベツィルクスリーガ | 6                | 8                | -                | -                | -                | -                | 6                | 8                |
| 総通算           | 総通算                              | 総通算           | 総通算             | 61               | 29               | -                | -                | -                | -                | 61               | 29               |

1. ↑  2014-2015年度のリーグ戦での背番号:: 第1節: 背番号3[106]、第2節: 背番号20[107]、第3節-第19節: 登録なし、第20節: 背番号24[108]、第21節-第26節: 登録なし、第27節: 背番号24[109]、第28節-第33節: 登録なし、第34節: 背番号24[90]